# Amict

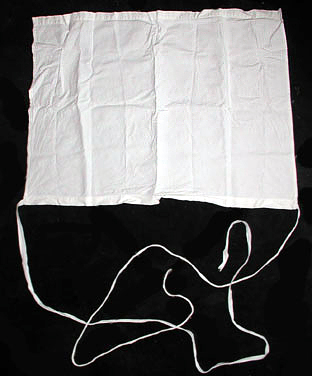
Amict en batiste

Un amict [prononcé : ami] est un rectangle de toile fine muni de deux cordons qu'un prêtre catholique ou tout autre ministre peut passer autour du cou avant de revêtir son aube. Le mot amictus vient du latin amicire qui signifie « couvrir ». L'amict symbolise dans la tradition catholique, le rôle de bouclier contre le mal, ou plus exactement de « casque », protégeant le célébrant des pouvoirs du malin.

## Description
Selon la forme tridentine du rite romain, le clerc qui le revêt commence par le poser sur sa tête, et ensuite seulement le fait descendre sur ses épaules. Il récite la prière suivante : « Impone, Domine, capiti meo galeam salutis ad expugnandos diabolicos incursus. » (« Mets sur ma tête, Seigneur, le casque du salut, pour repousser les attaques démoniaques »), allusion aux passages de saint Paul qui encourage à revêtir la cuirasse de la Foi et de l'amour de charité, avec le casque du salut (1 Thess 5, 8 et surtout Eph 6, 17).
Les religieux qui portent un scapulaire avec capuchon (bénédictins…) ont un amict particulier, blanc, en forme de capuchon, qui englobe le capuchon du scapulaire.
L'amict est marqué d'une croix que le prêtre baise avant de le poser sur sa tête, puis de le descendre sur ses épaules pour recouvrir le col de sa soutane. L'amict doit être pourvu de deux cordons assez longs pour être noués sur la poitrine, en se croisant dans le dos. Il rappelle l'amictus qui était un vêtement long que les Romains portaient sur la tête et qui couvrait le corps entier.
Depuis les années suivant la réforme liturgique de 1969, son emploi est jugé facultatif par la majorité du clergé et, de fait, peu l'utilisent aujourd'hui. Cependant, on ne trouve pas de fondement légitime à cette pratique répandue, du moins au regard strict des prescriptions officielles, puisque le Cérémonial des Évêques (Cæremoniale Episcoporum) de 1984 précise que « le vêtement sacré pour tous les ministres quel que soit leur grade commun est l'aube, serrée autour des reins par le cordon, sauf si elle est faite selon le mode de la soutane, afin qu'elle épouse le corps sans cordon. Avant de revêtir l'aube, si elle n'entoure pas parfaitement le col de l'habit commun, on revêtira l'amict. »  À la place de l'aube on peut revêtir le surplis sur la soutane - si l'on ne doit pas revêtir la chasuble ou la dalmatique -, l'amict n'étant alors d'aucune utilité.